# Itumbiara plumosa
Itumbiara plumosa là một loài bọ cánh cứng trong họ Cerambycidae.